# Pseudiosma asiatica
Pseudiosma asiatica là một loài thực vật có hoa trong họ Cửu lý hương. Loài này được (Lour.) Don miêu tả khoa học đầu tiên năm 1831.